# Imi N'Oulaoune
Imi N Oulaoune (franska: Imi N Oulaoune (CR), Imi N Oulaoune (Commune Rurale), arabiska: ادلسان) är en kommun i Marocko.   Den ligger i provinsen Ouarzazate och regionen Drâa-Tafilalet, i den nordöstra delen av landet, 290 km söder om huvudstaden Rabat. Antalet invånare är 19 968.